# Skálmarnesmúli
Skálmarnesmúli är ett berg i republiken Island. Det ligger i regionen Västfjordarna, 160 km norr om huvudstaden Reykjavík. Toppen på Skálmarnesmúli är 293 meter över havet.
Det finns inga samhällen i närheten.